# Holbrookia
Genre
Holbrookia est un genre de sauriens de la famille des Phrynosomatidae.

## Répartition
Les cinq espèces de ce genre se rencontrent dans le sud-ouest des États-Unis et au Mexique.

## Liste des espèces
Selon The Reptile Database (11 septembre 2014) :
- Holbrookia approximans Baird, 1859
- Holbrookia elegans Bocourt, 1874
- Holbrookia lacerata Cope, 1880
- Holbrookia maculata Girard, 1851
- Holbrookia propinqua Baird & Girard, 1852

## Étymologie
Ce genre est nommé en l'honneur de John Edwards Holbrook.

## Publication originale
- Girard, 1851 : On a new American saurian reptile. Proceedings of the American Association for the Advancement of Science, vol. 4, p. 200-202.